# Bones
Bones är en amerikansk TV-serie som började sändas i Fox den 13 september 2005. Den 25 februari 2016 förnyade Fox serien med säsong 12, som också blev den sista säsongen, vilken gick i hamn 28 mars 2017. Seriens producent Kathy Reichs har skrivit de kriminalromaner som introducerade huvudpersonen Temperance Brennan.

## Handling
Temperance Brennan arbetar med ett team experter på Jeffersonian Institute, och specialagent Seeley Booth för FBI. De två samarbetar för att lösa svårare och ofta mystiska brott; Dr. Brennan granskar mordoffren i sitt laboratorium med hjälp av sitt team och Booth tar hand om de polisiära undersökningarna. Båda – och deras kollegor – är mycket skickliga inom sina områden och viljestarka individer, som blir mer och mer öppna för att lära sig av varandra under seriens gång.

## Huvudroller
| Emily Deschanel    | Dr. Temprance Brennan | Rättsantropolog | Main | Main | Main | Main | Main | Main | Main | Main | Main | Main | Main |  |  |  |  |  |  |  |  |  |
| David Boreanaz     | Seeley Booth          | Specialagent    | Main | Main | Main | Main | Main | Main | Main | Main | Main | Main | Main |  |  |  |  |  |  |  |  |  |
| Michaela Conlin    | Angela Montenegro     |                 | Main | Main | Main | Main | Main | Main | Main | Main | Main | Main | Main |  |  |  |  |  |  |  |  |  |
| T. J. Thyne        | Dr. Jack Hodgins      | entomolog       | Main | Main | Main | Main | Main | Main | Main | Main | Main | Main | Main |  |  |  |  |  |  |  |  |  |
| Eric Millegan      | Dr. Zack Addy         | Rättsantropolog | Main | Main | Main |      |      |      |      |      |      |      |      |  |  |  |  |  |  |  |  |  |
| Jonathan Adams     | Dr. Daniel Goodman    | Fd. arkeolog    | Main |      |      |      |      |      |      |      |      |      |      |  |  |  |  |  |  |  |  |  |
| Tamara Taylor      | Dr. "Cam" Saroyan     | Patolog         |      | Main | Main | Main | Main | Main | Main | Main | Main | Main | Main |  |  |  |  |  |  |  |  |  |
| John Francis Daley | Dr. Lance Sweets      | Psykolog        |      |      | Main | Main | Main | Main | Main | Main | Main | Main |      |  |  |  |  |  |  |  |  |  |

### Dr. Temperance Brennan
Emily Deschanel spelar den intelligenta rättsantropologen Temperance Brennan som arbetar på Jeffersonian Institute som expert på människoskelettet. Brennan ägnar mycket tid åt arbetet och har därför inte så mycket till liv utanför institutets väggar. På fritiden skriver hon framgångsrika böcker. Att hon arbetat mycket kan ses som förklaringen till varför hon är aningen reserverad och obenägen att öppna sig för människor. Detta börjar i vilket fall förändras när hon kommer i kontakt med specialagent Seeley Booth från FBI. En del av seriens subtila humor handlar om att Brennan inte känner till populärkulturella fenomen. Hennes kommentar när någon skämtar är ofta den oimponerade frasen: "I don't know what that means" ("Jag vet inte vad det betyder"). Hon är extremt rationell och ser alltid rationella förklaringar i allting, även kärlek. Hon har uppenbarligen (drag av) Aspergers syndrom.
Brennan säger själv att hon valde sitt yrke efter att som barn sett filmen Mumien vaknar från 1932 med Boris Karloff i huvudrollen. Det karriärvalet inleddes på allvar när hennes föräldrar försvann spårlöst vilket följdes av runtflyttande mellan fosterhem under tonåren, innan hon omhändertogs av sin farfar. Längre fram i serien får man veta att hon har en bror, Russ. Senare får Brennan veta att hennes mors kvarlevor finns på Jeffersonian Institute. När hon undersöker kvarlevorna får hon veta att modern avled i en hjärnskada som orsakats genom våld mot huvudet. Hon får också veta att föräldrarna var bankrånare som för att skydda sina barn ordnade med nya identitet åt dem. Brennan och hennes bror hette från början Joy respektive Kyle Keenan. Pappan, Max Keenan, lever på en hemlig ort. Brennan och Russ sökte tillsammans efter fadern, vilket kulminerade i att Max anhölls för mord av Booth och sattes i säkert förvar på en fånganstalt tillsammans med sin son Russ. I vissa avsnitt träffar Brennan dem, och de frikänns i ett senare avsnitt.
I sjätte säsongsavslutningen, efter att ha tillbringat en natt tillsammans, avslöjar Brennan att hon är gravid med Booths barn.
I säsong 7 föds deras dotter Christine (döpt efter Temprance avlidna mamma).

### Agent Seeley Booth
Booth är specialagent för FBI och porträtteras av David Boreanaz. Han samarbetar med Dr. Brennan och Jeffersonian Institute för att lösa svårare brott. Brennan och hennes team undersöker mordoffren medan Booth tar hand om polisarbetet. Vidare har Booth lite svårt att passa in i Brennans team. Eftersom Booth och Brennan arbetar så nära varandra slår det lite gnistor om dem, men ingen av dem har gått steget längre och inlett ett förhållande, även om intresset finns hos dem båda.
Även om Booth försöker skilja på privatliv och arbete får man lite information om hans liv. Han är katolik och var tidigare krypskytt. Seeley har tidigare haft problem med spelmissbruk och lider av coulrofobi (rädsla för clowner). Genom att sätta brottslingar bakom lås och bom försöker han gottgöra för alla människor han har skjutit. Tidigare hade han en romantisk relation med en kvinna vid namn Rebecca. Även om Booth och Rebecca inte var gifta fick de en son, Parker, som Rebecca använder som vapen mot Booth genom att nästan aldrig låta honom träffa sonen. Han hade också ett förhållande med Cam. Vidare har han en bror som heter Jared. När han sen blir tillbakaskickad till Afghanistan träffar han Hannah som han sen blir ihop med. Sedan när han är tvungen att åka tillbaka till USA blir han överraskad när Hannah kommer och de blir sambo. De gör sedan slut när Booth friar till henne men hon nobbar honom.
I sjätte säsongsavslutningen, efter att ha tillbringat en natt tillsammans avslöjar Brennan att hon är gravid med Booths barn.
I säsong 7 föds deras dotter Christine (döpt efter Temprance avlidna mamma).

### Angela Montenegro
Angela Pearly Gates Montenegro Hodgins är en av dem som jobbar med Dr. Temperance Brennan på Jeffersonian Institute och spelas av Michaela Conlin. Hon är expert på att gestalta händelser och kroppsdelar i tredimensionell form med hjälp av avancerad datorteknik. Vidare har Angela en så kallad "mammaroll" i teamet. Hon ger råd, försöker få Brennan att öppna sig och är omtänksam. Hennes sexuella råd och romantiska råd är mest framträdande. Angela heter inte så egentligen, utan tog namnet efter en dröm. I serien får man också veta att Angela är dotter till Billy Gibbons i bandet ZZ Top. Hon har tidigare varit gift (hon gifte sig berusad på Jamaica), men skildes från sin man i samband med hennes förlovning med Dr. Jack Hodgins. Tyvärr resulterade detta även i att förlovningen med Hodgins slogs upp, och Angela provade ett förhållande med sin gamla flickvän, Roxie, innan de gick skilda vägar och Angela valde sex månaders avhållsamhet. Hon avbröt sin avhållsamhet i början av säsong 5 när hon attraherades till en av praktikanterna, Wendell Bray, men det förhållandet avbröts och hon gifte sig senare med Hodgins i samma säsong. Hon är den enda av huvudpersonerna som jobbar i Brennans team som inte innehar en doktorsgrad.
Under säsong 6 var hon gravid med Hodgins barn, en graviditet som inte har varit utan komplikationer - barnet hade en chans på fyra att födas med en genetisk recessiv sjukdom som orsakar blindhet. Barnet, en frisk pojke, föddes under det sista avsnittet i säsong 6. Han döptes till Michael Staccato Vincent Hodgins - Michael efter deras egna önskemål, Staccato efter Angelas fars önskemål, och Vincent efter praktikanten Vincent Nigel-Murray, som dödades i avsnittet innan.

### Dr. Jack Hodgins
Jack Hodgins är en av dem som jobbar med Dr. Temperance Brennan på Jeffersonian Institute och spelas av T. J. Thyne. Jack är entomolog som kan fastställa tidpunkten för döden på både djur och människor. Jack är den sarkastiska personen i gruppen och verkar ogilla Dr. Goodmans sätt att driva Jeffersonian Institute. Vidare är Jacks familj död, han är oerhört rik och Jack Hodgins är den enda som donerar mycket pengar till institutet. Jack vill inte att hans familj ska veta vad han arbetar med, eftersom han är rädd att de ska hindra hans karriär. Booth, Zack och Angela vet om hans familjesituation, men respekterar att han vill undanhålla det för Brennan. Hodgins var förlovad med Angela, men förlovningen slogs upp efter hennes skilsmässa. I ett av de senare avsnitten hamnar Angela och Hodgins i häktet tillsammans där de erkänner att de alltid har haft känslor för varandra.
De förlovar sig och vigs i häktet av en domare, med vakten som vittne.

### Dr. Camille "Cam" Saroyan
”Cam” ersatte Daniel Goodman som chef i andra säsongen. Hon spelas av Tamara Taylor. Cam är patolog och hennes auktoritära och regelstyrda stil irriterar till en början Brennan och hennes medarbetare, men de har under seriens gång börjat komma bättre överens. Cam har i omgångar haft ett förhållande med Booth, och de två håller uppe en nära vänskap, som bland annat innebär att det var för Cam han först erkände att han var kär i Brennan. Hon adopterade sin gamle pojkvän Andrew Feltons dotter Michelle efter att Andrew hade blivit mördad. Hon har för närvarande ett förhållande med Arastoo Vaziri.

## Tidigare huvudroller

### Dr. Daniel Goodman
Daniel Goodman (säsong 1) var chef över Jeffersonian Institute och spelades av Jonathan Adams. Han var en före detta arkeolog. Han är en kärleksfull far åt sina femåriga tvillingdöttrar. Jack ogillar hur Goodman driver Jeffersonian Institute.

### Dr. Zack Addy
Zack (säsong 1-3, återkommande 4 och 5) arbetade som assistent åt Dr. Temperance Brennan på Jeffersonian Institute och spelas av Eric Millegan. Zack är väldigt smart med sitt 163 i IQ och har ett fotografiskt minne. Trots sin intelligens är han osäker på sig själv och frågade ofta Dr. Brennan om råd. Hans specialitet var, precis som Brennans är, att analysera kvarlevor. Han undersökte dödsorsak och tänkbara vapen som kan ha åstadkommit skadan. Vidare får Zack råd även från Angela och Jack. Jack är Zacks vän, och Zack både hyrde rum hos Jack och samåkte med honom till jobbet. Zack kände sig väldigt säker i rollen som Brennans assistent och var därför rädd för att gå längre i sin karriär. Trots detta doktorerade Zack när han insåg att han måste kunna stå på egna ben.
Zack slutade efter att det framkommit att han hade arbetat åt seriemördaren Gormogon och dödat en man. Istället för att dömas till fängelse dömdes han till sluten psykiatrisk vård. Senare framkom det att han inte alls hade dödat mannen, men valde att låtsas som det för att han inte skulle klara sig i fängelset.

### Dr. Lance Sweets
Dr Sweets (säsong 3-10) var en psykolog som Booth och Brennan skickats till när FBI ansåg att deras personliga relation kunde påverka deras arbetsförhållande. Han var 23 år gammal när han började, vilket gjorde att Booth ibland kunde vara oförskämd och nedlåtande mot honom. Under senare säsonger utvecklades han till en ovärderlig tillgång i teamet och utvecklade ett far/son-förhållande med Booth. Han tjänade också som morbror/farbror till Booths och Brennans dotter Christine. Sweets var utbildad att lägga fram kriminalprofiler och hade hjälpt Booth och Brennan att hitta de skyldiga. Hans enda brist var hans tendens att använda olämpligt ungdomligt språk under rättegångar. Han hade även varit en stor anhängare av death metal, vilket han fortfarande kunde lyssna på efter en dålig dag.
Sweets var, utöver sitt jobb som psykolog, en skicklig pianist - han lyckades identifiera en stensamling som ett övningspiano i säsong 5, och i början av säsong 6 jobbade han extra som krogpianist. Han har också synts sjunga, bland annat i avsnittet "The End in the Beginning" där han sjöng och spelade keyboard i ett band kallat "Gormogon" (spelat av Daleys riktiga band, Dayplayer).
Sweets dödas i första avsnittet av säsong 10, precis efter att vi fått veta att Daisy är gravid med hans son.

## Bifigurer

### Sam Cullen
Sam Cullen är vice chef på FBI och porträtteras av John M. Jackson. Man får veta väldigt lite om karaktären, förutom att han har en fru och dotter som har haft lungcancer. Vidare försöker han hålla specialagent Booth på rätt spår och ogillar att Dr. Brennan blandar sig i FBI:s affärer.

### Max Keenan
Brennans far Max spelas av Ryan O'Neal. Max trädde fram för att försvara sina barn mot korrupta FBI-agenter. Han blev arresterad av Booth och åtalades för mord och rån, men friades i rätten efter att Brennan lyckats ge en alternativ historia för morden. Efter detta har han arbetat som kemilärare på Jeffersonian, något som Brennan var mycket negativ till.

### Russ Brennan
Brennans bror Russ spelas av Loren Dean. De återupptar kontakten med varandra i samband med att deras mors kropp dök upp på Jeffersonian och deras far återigen gjort sig till känna.

### Caroline Julian
Åklagare Caroline Julian spelas av Patricia Belcher. Hennes första framträdande var i första säsongens avsnitt "The Man in the Morgue", som följdes av ytterligare tre framträdanden i andra säsongen i "Judas on a pole", "The Man in the Mansion" och "Stargazer in a puddle". Hon har en mycket krävande och diktatorisk attityd, kallar alla hon möter för "cher" eller "chérie", använder ofta sarkasm och inte ens Brennan kan argumentera mot henne, men hon är en oerhört skicklig åklagare och värderar sitt samarbete med Brennan och Booth mycket högt. Hon har varit gift med David Barron, en försvarsadvokat hon ofta möter i domstolen, och de har en dotter tillsammans.

### Parker Booth
Booths son Parker spelas av Ty Panitz. Parkers mamma Rebecca Stinsons har för närvarande vårdnaden om honom, och Rebecca har vid ett tillfälle hotat Booth att han aldrig ska få träffa Parker igen om han inte lämnar hennes nya pojkvän i fred.

### Jared Booth
Booths bror Jared spelas av Brendan Fehr. Jared Booth är Seeleys yngre bror. Hans första framträdande var i den fjärde säsongens avsnitt, "The Con Man in the Meth Lab", där han anlände till Washington DC för att jobba på Pentagon. Efter att Seeley tvingats ge ifrån sig äran för ett löst fall i utbyte mot att Jared inte anmäls för att ha kört bil alkoholpåverkad uppstår en spricka mellan bröderna. I en senare episod förlorar dock Jared sitt jobb för att kunna hjälpa Brennan att rädda Seeley från en seriemördare. Efter detta åkte Jared till Indien, och när han återkom hade han hittat ”sitt livs kärlek”.

### Clark Edison
Labb-praktikanten Clark spelas av Eugene Byrd. 
Dr Clark Edison är en återkommande karaktär som först dök upp i första avsnittet av den tredje säsongen där han försökte bli Dr. Brennans assistent i Zacks frånvaro. Men efter att Zack återvände sågs han inte igen förrän i avsnittet "The Verdict in the history" där han hjälper Dr. Brennan med försvaret av Brennans far som var åtalad för mord. I fjärde säsongen blev han dock den första i den grupp av sex roterande assistenter som anställts för att ersätta Zack. I avsnittet "The Girl in the Mask", när Brennan jämför Clark med Wendell och Vincent, säger hon att Clark är den "kloka" av dem.
Clark hade lämnat Washington i början av säsong 6 för att arbeta i Chicago, men återkom snart igen. Hans tillbakadragenhet var som bortblåst och han gick över till att berätta mer om sig själv än teamet brukar önska.

### Daisy Wick
Labb-praktikanten Daisy spelas av Carla Gallo. Daisys största idol är Dr. Brennan. Hennes bristfälliga sociala kompetens gör det svårt för teamet att arbeta tillsammans med henne och leder till slut till att hon sägs upp. Daisy är tillsammans med psykologen Lance Sweets, som hon träffat genom sin praktikplats på Jeffersonian. Så småningom lyckas Dr. Sweets övertala Cam att återanställa Daisy och hävdar att han har lärt henne tekniker för att kontrollera sig själv. Hon var förlovad med honom i slutet av säsong 5, men de avbröt förlovningen. Sedan dess var deras förhållande till och från fram till säsong 10, när det blev mer officiellt i och med att Daisy var gravid med Sweets barn. Oturligt nog dödas Sweets i samma avsnitt.

### Vincent Nigel-Murray
Labb-praktikanten Vincent spelades av Ryan Cartwright. Genom att kalla Vincent för Mr Nigel-Murray gav Dr. Brennan och Dr. Saroyan honom en subtil påminnelse om att han ännu inte har klarat sin doktorsexamen. Han var brittisk, något som han till synes var mycket stolt över.
Vincent hade för vana att recitera triviala fakta, utan direkt anknytning och relevans för den aktuella situationen. I "The Bones that Foams" får man veta att hans ovana att ge irrelevanta fakta var hans sätt att samla sina tankar, och att han ibland kunde frysa när han blev nervös, men kunde föras tillbaka till fokus genom att nämna några slumpmässiga fakta. I "The Girl in the Mask", då Dr. Brennan går igenom sina praktikanter säger hon att Vincent är den mest intelligenta, vilket fick Booth att säga att hon skulle välja honom som Zacks ersättare eftersom intelligens är det hon värderar högst.
Vincent hade åkt på en jorden runt-resa i början av säsong 6 efter att han hade vunnit en miljon dollar i Jeopardy!, men återkom relativt snart igen. Det antyds i säsong 6 att han var romantiskt intresserad av Cam. Vincents sista uppträdande var i avsnittet "The Hole in the Heart", i vilket han blir skjuten och dödad av Booths förra lärare, Jacob Broadsky, av en kula som var avsedd för Booth.

### Wendell Bray
Labb-praktikanten Wendell spelas av Michael Grant Terry. Wendell introduceras först i "The Perfect Pieces in the Purple Pond" som Dr. Brennans "mest lovande doktorand." I avsnittet "The Girl in the Mask" säger Dr. Brennan att "Wendell har störst potential", och Booth påpekar att han dessutom är någorlunda normal (vilket är vad Booth gillar).
Wendell hade ett förhållande med Angela under säsong 5, men det avbröts och de har nu ett helt platoniskt förhållande.
Wendell jobbade som bilmekaniker i början av säsong 6, och han var den första praktikant som återvände. Han är den som har återkommit oftast av alla praktikanter.
Wendell diagnosticerades med Ewingsarkom i säsong 9, och genomgår terapi. Han fick dock lite problem när det framkom att han använde medicinsk marijuana, vilket är olagligt på federal nivå och därför även olagligt för Jeffersonians anställda.

### Colin Fisher
Labb-praktikanten Fisher spelas av Joel Moore. Colin Fisher är en ständigt pessimistisk person som lyckas få även optimisten Cam att känna sig nere. När han i avsnittet "The Princess and the Pear" har en intim kontakt med en av de misstänkta är hans framtid på Jeffersonian hotad, men Cam låter honom stanna efter Hodgins inrådan.
Colin hade lagt in sig på psykkliniken i början av säsong 6, då hans depression yttrade sig i att han sov tjugo timmar om dagen. Han återkom snart till teamet, men han gäspar fortfarande när han känner sig nere. Han dricker (illaluktande och vätskedrivande) örtteer på inrådan av sin psykolog. Paradoxalt nog sysslar han också med komedi.
Colin tillbringade en kväll med att tälta i kö till Avatar, vilket är en referens till det faktum att Joel Moore hade en betydande roll i den filmen.

### Arastoo Vaziri
Labb-praktikanten Arastoo spelas av Pej Vahdat. Arastoo Vaziri är en av Jeffersonians roterande praktikanter, som introduceras i avsnittet "The Salt in the wounds". Med ursprung i Iran är han en hängiven muslim och ber fem gånger om dagen. I säsong 5, i avsnittet "The Beautiful Day in the neighbourhood", visar det sig att han egentligen inte har någon brytning, utan att han fejkade den så att folk inte skulle ifrågasätta hans muslimska tro. Med viss handledning från Sweets kommer Arastoo till rätta med detta.
I början av säsong 6 hade Arastoo åkt till Bagdad för att studera kulturantropologi snarare än rättsantropologi, men han återkom relativt snart till teamet.
Arastoo skriver poesi och har en diktsamling publicerad. I säsong 8 inledde han ett förhållande med Cam, vilket har lett till lite friktion mellan honom och hans konservativa föräldrar, som vill att de ska gifta sig så snart som möjligt.

### Finn Abernathy
Labb-praktikanten Finn Abernathy (säsong 7 och framåt) spelas av Luke Kleintank. Han anställdes för att ersätta den framlidne Vincent Nigel-Murray. Finn är en antropologstudent från södern som har haft ett förflutet med lagen - han började med rättsantropologi för att han ville döda sin styvfar, som misshandlade hans mor. Finn är väldigt ärlig och har svårt att ljuga. Tillsammans med Hodgins säljer han en chilisås som hans mormor gav upphov till, vilket ger dem en inte oansenlig sidoinkomst. Han hade också ett förhållande med Cams adoptivdotter Michelle under två säsonger, innan de gjorde slut.

### Oliver Wells
Labb-praktikanten Oliver Wells (säsong 8 och framåt) spelas av Brian Klugman. Han är väldigt välutbildad med flera doktors- och masterexamina, bland annat i fysik, anatomi, juridik, historia och rättsantropologi. Han har dock enorma brister i sin personlighet - så gott som den enda som uthärdar hans närvaro är Hodgins. Han beter sig ständigt som om han vore allvetande och ger ingen den respekt de förtjänar. Han har för vana att äta ost för att det hjälper honom att tänka.

### Rodolfo Fuentes
Labb-praktikanten Rodolfo Fuentes (säsong 9 och framåt) spelas av Ignacio Serrichio. Rodolfo är en antropolog från Cuba som försöker få medborgarskap i USA, även om hans hjärta ändå tillhör Cuba. Han har en tendens att flirta med alla kvinnliga anställda och sade till och med öppet till Brennan att han var säker på att de skulle älska inom en snar framtid.

### Jessica Warren
Labb-praktikanten Jessica Warren (säsong 9 och framåt) spelas av Laura Spencer. Jessica har en bra magkänsla, men förlitar sig för mycket på sina instinkter snarare än bevisen. Hon hade en kort relation med Sweets, som slutade med att de hade vilt sex. Hon växte upp i ett kollektiv.

## DVD
I Sverige har Bones släppts av 20th Century Fox på DVD, distributör SF Film.
| Säsong    | Episoder | Release datum     | Release datum    | Release datum |
| Säsong    | Episoder | Region 1          | Sverige          |               |
| --------- | -------- | ----------------- | ---------------- | ------------- |
| Säsong 1  | 22       | 28 november 2006  | 25 oktober 2006  |               |
| Säsong 2  | 21       | 11 september 2007 | 21 november 2007 |               |
| Säsong 3  | 15       | 18 november 2008  | 17 december 2008 |               |
| Säsong 4  | 26       | 6 oktober 2009    | 21 oktober 2009  |               |
| Säsong 5  | 22       | 5 oktober 2010    | 13 oktober 2010  |               |
| Säsong 6  | 23       | 11 oktober 2011   | 19 oktober 2011  |               |
| Säsong 7  | 13       | 9 oktober 2012    | 31 oktober 2012  |               |
| Säsong 8  | 24       | 8 oktober 2013    | 30 oktober 2013  |               |
| Säsong 9  | 24       | 16 september 2014 | 15 december 2014 |               |
| Säsong 10 | 22       | Under 2015        | Under 2015       |               |

## Om serien
Sverige visats på TV3, TV6 och TV8 - samtliga kanaler tillhör Viasat.

### Fotnoter
1. ↑  ”Bones” (på engelska). TV.Com. http://www.tv.com/shows/bones/. Läst 26 januari 2017.
2. ↑  ”Kathy Reichs: ‘I’ll never put anything in just to be grisly’”. The Irish Times. 15 juli 2017. https://www.irishtimes.com/culture/books/kathy-reichs-i-ll-never-put-anything-in-just-to-be-grisly-1.3149744. Läst 7 januari 2018.